# Antisana Ecological Reserve
Antisana Ecological Reserve är ett naturreservat i Ecuador.   Det ligger i provinsen Napo, i den centrala delen av landet, 60 km sydost om huvudstaden Quito.